# Marga Ximenez
Marga Ximenez (Barcelona, 1950) és una artista plàstica, escultora, gestora cultural, il·lustradora de llibres d'artista i docent. Co-fundadora (juntament amb Nora Ancarola) de l'espai interdisciplinari MX Espai 1010, així com de l'editorial de “llibres d'artista” Edicions1010. Treballa com a professora de tècniques tèxtils a la Facultat de Belles Arts de Barcelona.

## Obra[1]
La seva obra és eminentment escultòrica, tot i que també ha il·lustrat diferents tipus d'obres literàries. Se l'ha definit com a artista feminista, i ella mateixa no defuig la necessitat de conciliar la condició de dona amb la seva activitat professional.
La seva obra proposa una reflexió sobre la pròpia identitat, introduint el concepte d'heteronomia, en el pla de la multiplicitat de les identitats.
Introdueix el concepte de la cura, a partir de La Trilogia de la privacitat, projecte que sorgeix el 2004 i que es desenvolupa i va canviant a lo llarg de 10 anys, i en el que van participar professionals de diferents disciplines, com ara metges, mestresses de casa, etc.

### Obres individuals
- Aparador
- Bodegons de premsa
- La vuitena arma

### Obres col·lectives
- Trilogia de la privadesa (Sibil·la, Domus Aurea i Antikeres) conjuntament amb Nora Ancarola (2004)

## Exposicions
Ha exposat a nivell nacional en llocs com:
- Espai 13 de la Fundació Miró
- Centre de Cultura de Dones Francesca Bonnemaison amb Deposeu les armes
- Fàbrica de les Arts Roca Umbert de Granollers
- Tinglado 2 de Tarragona
- Institut d'Estudis Ilerdencs de Lleida

Ha exposat internacionalment en llocs com:
- Biennal de Lausana (Suïssa)
- Biennal de Polònia
- Galeria Zenit (Copenhaguen, Dinamarca)
- SKC (Belgrad, Sèrbia)

## Tasca com a gestora i comissària
- Comissària de les mostres internacionals d'Art de Petit format.
- Cicle Dobles pells de l'espai MXEspai 1010"

## Espai 13 (Espai 10)
Marga Ximenez va presentar la seva obra Aparador, emmarcada en l'àmbit tèxtil, al cicle 1983-1984 de l'Espai 10, l'espai per a joves artistes de la Fundació Joan Miró. Va consistir en un aparador on un maniquí de costura es presentava sense vestir i, al seu costat, les parets d'exposició mostraven models de patronatge en forma de retallables que permetien imaginar els seus vestits possibles.